# Borbuchy
Borbuchy (ukr. Борбухи) – wieś na Ukrainie w rejonie jarmolińskim obwodu chmielnickiego.

## Historia
Wieś niegdyś związana z włościami Szarawka. W XV w. Władysław Jagiełło nadał Burbuczyńce (Borbuchy) Domaratowi de Sladkow lub jego synowi. Na początku XVI w. Borbuchy były w posiadaniu kasztelana kamienieckiego Jana Szarawskiego (Jana Domarathowicza Schliatkowskiego alias Scharawskiego). W 1539 niedługo po cesji Borbuch (Borburczyniec / Barborczyniec) dokonanej przez Jana Szarawskiego na rzecz Macieja Radeckiego wieś wraca do dóbr stołu królewskiego i zostaje wkrótce nadana Bernardowi Pretficzowi w uznaniu jego zasług rycerskich.
Pod koniec XVI w. w wyniku małżeństwa Zofii Pretficz z Piotrem Dulskim, starostą augustowskim i rajgrodzkim, a od 1598 trembowelskim, Borbuchy wraz z innymi wsiami przynależącymi do Szarawki przechodzą na kolejne dwa stulecia w ręce rodziny Dulskich. Po Krzysztofie Dulskim, chorążym pancernym, w 1731 Borbuchy dziedziczy jego syn Józef Dulski, miecznik warszawski, a następnie Ignacy Dulski. Syn Ignacego i kasztelanki halickiej Anny z Bielskich – Antoni Dulski (ur. 1780), dziedzic Szarawki i przyległych do niej 12 wsi, obciążył swoje dobra tak wielkimi długami, że po jego śmierci w 1831 zostały one wystawione na publiczną licytację.
Kolejnym właścicielem Borbuch zostaje Honorata z Kożuchowskich Romiszewska, żona radcy stanu Feliksa Romiszewskiego, po której majątek objął ich najmłodszy syn Lucjan Romiszewski (brat gen. Władysława Romiszewskiego), ożeniony z Adelą z Leśniewiczów z Wielkiej Mukszy, córką marszałka kamienieckiego Wincentego Leśniewicza.
Za czasów Romiszewskich w Borbuchach stał duży niski dwór o kilku większych i kilkunastu mniejszych pokojach. We dworze znajdował się m.in. bogaty księgozbiór. Na rzece Uszycy założony został młyn, który dostarczał elektryczność. Na początku lat 80. XIX w. Lucjan Romiszewski podjął w Borbuchach eksploatację bogatych pokładów fosforytów, które były następnie eksportowane do Anglii i Niemiec. Kopalnia w należących do Romiszewskich Borbuchach była jedną z największych na Podolu kopalni fosforytów.
Borbuchy pozostawały w rękach rodziny Romiszewskich herbu Jelita do czasu rewolucji bolszewickiej.

## Urodzeni
- Czesław Romiszewski - pułkownik armii rosyjskiej i WP, organizator Straży Celnej II RP